# Транспорт Донецької області
Транспорт Донецької області — система транспортного обслуговування на теренах Донецькій області, яка включає основні види міжміського громадського, залізничного, водного та повітряного транспорту.
На території області розвинуті усі види транспорту. В районі центрального Донбасу найщільніша мережа залізниць у колишньому СРСР. Протяжність залізниць загального користування на 1985 рік — 1650 км.

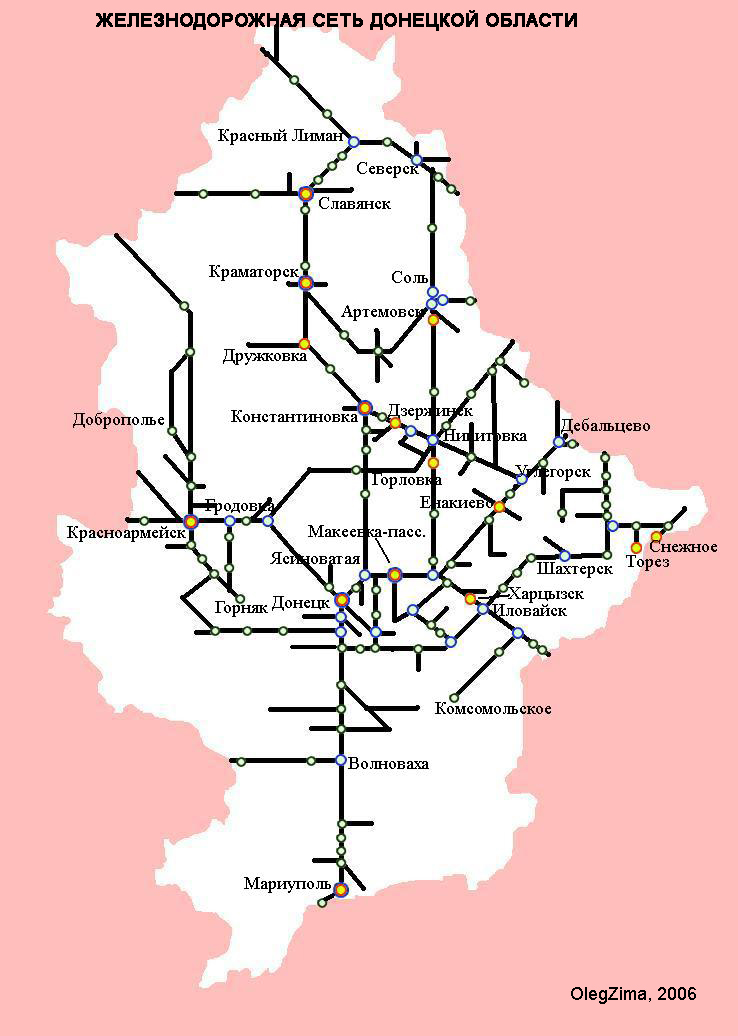
Залізнична мережа Донецької області

Головні напрямки:
- Донбас — Москва;
- Донбас — Придніпров'я;
- Донбас — Харків — Київ.

### Автомобільний

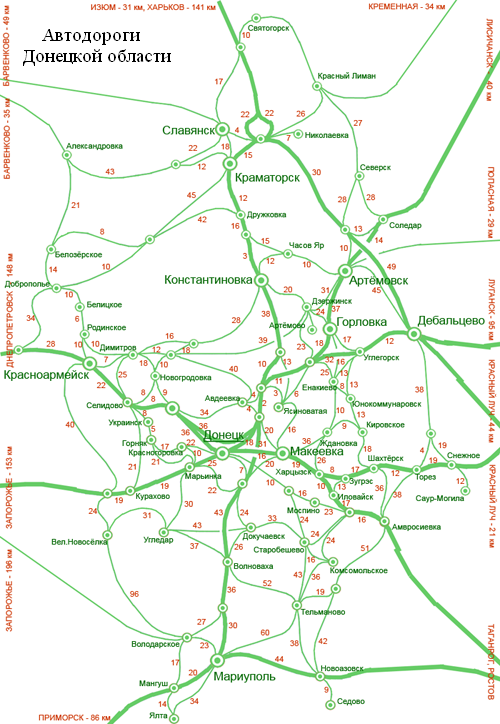
Автошляхи Донецької області та відстані між містами області

Протяжність автомобільних шляхів — 8052 км, в тому числі з твердим покриттям — 7800 км.
Головні автомагістралі:
- Харків — Слов'янськ — Бахмут — Ростов;
- Слов'янськ — Донецьк — Маріуполь;
- Бахмут — Горлівка — Донецьк;
- Донецьк — Луганськ;
- Донецьк — Дніпро;
- Одеса — Маріуполь — Ростов.

Територією Донецької області пролягають загальноєвропейські автошляхи:
- автомагістраль E40;
- автомагістраль E50;
- автомагістраль E58.

Дороги місцевого значення в Україні позначаються чотиризначним цифровим індексом, в якому перші дві цифри — індекс області, а дві інші — номер дороги. Індекс Донецької області — 05.
Див. також
- Автомобільний транспорт Донецька

### Міський
Міський електротранспорт на 2007 рік представлений:
- Тролейбусами — 55 маршрутів в 11 містах області: Донецьк, Маріуполь, Макіївка, Горлівка, Краматорськ, Слов'янськ, Бахмут, Торецьк, Харцизьк, Добропілля, Вуглегірськ.  Вперше з'явився в Донецьку (1939 рік).
- Трамваями — 45 маршрутів у 8 містах області: Донецьк, Маріуполь (1933), Горлівка, Єнакієве, Дружківка, Авдіївка.  Вперше з'явився в Макіївці (1924 рік).

Раніше трамвайні системи функціонували в Макіївці (до 2006 року), Вуглегірську (до 1980 року); в Святогірську (до 1941 року), у Костянтинівці (до 2016) у Краматорську (до 2017 року).
- Будується метрополітен у місті Донецьк.

### Залізничний
У Донецькій області є залізничні шляхи, які належать державній компанії «Укрзалізниця» в особах філій: Донецька залізниця, на півночі слобідської частини — Південна залізниця, в західній частині — Придніпровській залізниці; на території яка окупована російсько-терористичним угрупуванням ДНР рух ускладнено, працівники поступово переводяться до філії Донецької залізниці в м. Лиман.
Найбільші залізничні вузли: Ясинувата, Лиман, Дебальцеве, Микитівка, Іловайськ, Волноваха.

#### Історія
Замість чумацьких шляхів та ногайських стежок, що споконвіку існували, з приходом царської влади на терени сучасної Донецької області з'явились ґрунтові поштові станції, а з XIX сторіччя й залізниці. Перші залізниці на Донеччині будувалися приватними власниками виключно для обслуговування вугільних копалень регіону. Першою з них пролягла південна гілка Курсько-Харківсько-Азовської залізниці, яка була урочиста відкрита 23 грудня 1869 (за новим стилем 5 січня 1870) року за маршрутом Лозова — Слов'янськ — Костянтинівка — Микитівка — Ханжонкове — Іловайськ — Успенка — Таганрог.
До 1922 року була побудована більшість з нині існуючих залізниць області:
- 1872 (5 січня, Костянтинівська залізниця)  Костянтинівка — Ясинувата — Руднична — Оленівка
- 1876  Руднична — Роя — Курахівка
- 1878 (1 грудня, Донецька Кам'яновугільна залізниця)  Микитівка — Хацапетівка — Дебальцеве — Довжанська
- 1878  Дебальцеве — Попасна — Краматорська
- 1879  Хацапетівка — Єнакієве — Ясинувата
- 1882  Оленівка — Волноваха — Маріуполь
- 1884  Ясинувата — Очеретине — Гришине — Єкатеринослав
- 1893  Слов'янськ — Сользавод
- 1899  Микитівка — Попасна
- 1899  Доля — Караванна — Мушкетове
- 1902  Микитівка — Очеретине
- 1904  Волноваха — Царекостянтинівка — Олександрівськ
- 1904  Дебальцеве — Чистякове — Іловайська — Караванна
- 1911 (Північно-Донецька залізниця)  Харків — Ізюм — Лиман — Яма — Родакове
- 1911  Лиман — Слов'янськ
- 1911  Лиман — Краматорська
- 1913 (7 вересня)  Яма — Бахмут — Микитівка
- 1937  Постишеве — Павлоград

Див. також
- Категорія:Залізничні станції Донецької області

### Водні шляхи
Основна водна артерія області — річка Сіверський Донець та її притоки. Також є «Канал Сіверський Донець — Донбас», річки Кальміус та Міус.
Найбільшим портом Азовського моря є Маріупольський морський торговельний порт, що розташований у місті Маріуполь.

#### Див. за темою
- Річки Донецької області

### Повітряний
У 20-30 роки ХХ-го сторіччя запрацювали пасажирські аеродроми у Сталіному, Краматорську та Маріуполі. Згодом у Слов'янську.